# Frühlingstraße (Garmisch-Partenkirchen)
Die Frühlingstraße liegt im historischen Ortsteil Garmisch des oberbayerischen Markts Garmisch-Partenkirchen; ihr östlicher Teil ist auf Basis des Denkmalschutzgesetzes vom 1. Oktober 1973 ein Ensemble, die Aktennummer lautet E-1-80-117-2.

## Beschreibung

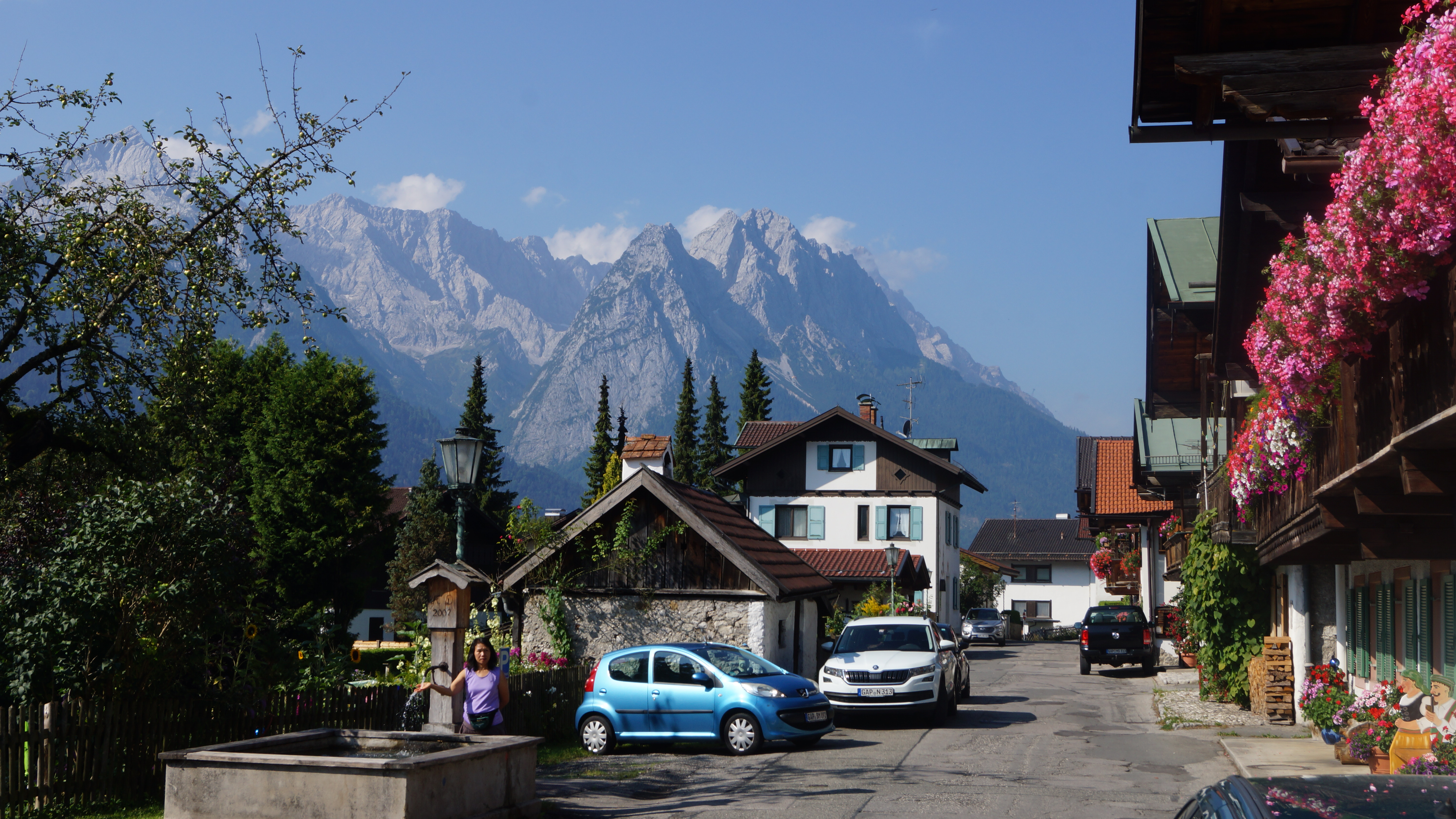
Die Frühlingstraße in Garmisch gegen Wetterstein

Die Frühlingstraße dehnt sich am Rand einer Hochuferterrasse der Loisach aus. Die Gasse ist einseitig bebaut und wurde früher „Am Rain“ genannt. Die giebelständigen Bauernhäuser mit weit ausgreifenden Flachsatteldächern stehen dicht gereiht, nahezu geschlossen zur Gasse. Die rückseitigen schmalen Grundstücke reichten bis zum Fuß des Kramers und wurden mehrheitlich in jüngerer Zeit parzelliert und überbaut. Den Anwesen sind südlich kleine Hausgärten mit ihren Schupfen sowie einer kleinen Schmiede bis zum Terrassenrand vorgelagert. Das historische Erscheinungsbild der Frühlingsstraße ist nahezu erhalten geblieben. Die Häuserreihe war bis Anfang des Jahrhunderts einheitlich mit Schindeldächern gedeckt. Die Frühlingsstraße weist mit Nr. 23, einem Mittertennhaus und mit Nr. 29, einem Massivbau, noch  bedeutenden Gebäude aus dem 16. Jahrhundert auf. Der Reichtum an Zierbundgiebeln und hölzernen Altanen sowie das ebenso geschlossene wie malerische Bild der Häuserreihe, die überwiegend aus dem 18. Jh. stammt, haben bewirkt, dass die Straße zum Inbegriff einer alpenländischen, bäuerlichen Siedlung wurde.